# Elizabeth Gutiérrez
Elizabeth Gutiérrez (ur. 1 kwietnia 1979 w Los Angeles) – meksykańsko-amerykańska aktorka i modelka.

## Życiorys
Odtwórczyni tytułowej roli w telenoweli Twarz Analiji. Jest związana z Williamem Levy, z którym ma dwójkę dzieci: syna Christophera i córkę Kailey.

## Filmografia
- 2012: El Rostro de la Venganza jako Mariana San Lucas
- 2010: Duch Eleny jako Elena Lafé
- 2009: Dzikie serce (Corazon Salvaje) jako Rosenda Montes de Oca
- 2008–2009: Twarz Analiji (El rostro de Analía) jako Analía Moncada/Mariana Andrade
- 2007–2008: Amor comprado jako Mariana
- 2007: Osaczona (Acorralada) jako Paola Irazabal
- 2006: Zemsta, moja miłość (Olvidarte jamás) jako Isabella